# アバウト・アレックス
『アバウト・アレックス』（原題:About Alex）は2014年に公開されたアメリカ合衆国のドラマ映画である。監督はジェシー・ズウィック、主演はオーブリー・プラザが務めた。本作はズウィックの映画監督デビュー作でもある。
本作は日本国内で劇場公開されなかったが、iTunesでの配信が行われている。

## 概略
サラ、シリ、ジョシュ、アイザック、ベンの5人は学生時代の友人、アレックスが自殺を図ったという一報を聞き、彼の自宅に集まることになった。幸いにも、アレックスは一命を取り留めたが、何故彼が自殺を図ったのかは誰にも分からなかった。5人は交代でアレックスの側にいてやることにすると共に、これをきっかけに旧交を温めようとした。ところが、かつての遺恨や恋心が再燃するにつれ、5人の関係は徐々にギクシャクしていく。

## キャスト
- サラ：オーブリー・プラザ
- ケイト：ジェーン・レヴィ
- アレックス：ジェイソン・リッター
- シリ：マギー・グレイス
- ジョシュ：マックス・グリーンフィールド
- アイザック：マックス・ミンゲラ
- ベン：ネイト・パーカー

## 製作
2013年7月24日、ジェシー・ズウィックが本作で映画監督デビューを果たすと報じられると共に、主要キャストも発表された。2014年3月9日、ジョエル・P・ウェストが本作で使用される楽曲を手がけるとの報道があった。

## 公開・マーケティング
2014年4月14日、本作はトライベッカ映画祭でプレミア上映された。5月6日、スクリーン・メディア・フィルムズが本作の全米配給権を購入したと報じられた。6月19日、本作のオフィシャル・トレイラーが公開された。

## 評価
本作に対する批評家からの評価は平凡なものに留まっている。映画批評集積サイトのRotten Tomatoesには40件のレビューがあり、批評家支持率は45%、平均点は10点満点で5.5点となっている。サイト側による批評家の見解の要約は「『アバウト・アレックス』は『再会の時』を意識した作品だが、脚本の出来が思わしくなく、比較に耐え得るものではない。また、才能豊かな俳優たちを起用したのは良いが、彼/彼女らを活かし切れていない」となっている。また、Metacriticには18件のレビューがあり、加重平均値は45/100となっている。